# LSV Görlitz
Der Luftwaffen Sportverein Görlitz war ein kurzlebiger Sportverein im Deutschen Reich mit Sitz im heutzutage sächsischen Görlitz.

## Geschichte
| Liga und Saison                                           | Platz | Tore  | Punkte |
| --------------------------------------------------------- | ----- | ----- | ------ |
| Bezirksliga Niederschlesien 1940/41 (Abteilung 2)         | 7     | 50:51 | 13:21  |
| 1. Klasse Niederschlesien 1941/42 (Gruppe Görlitz)        | 2     | 61:19 | 18:6   |
| 1. Klasse Niederschlesien 1942/43 (Gruppe Görlitz)        | 3     | 30:26 | 12:8   |
| Gauliga Niederschlesien 1943/44 (Gruppe Görlitz/Liegnitz) | 3     | 30:26 | 12:8   |

Der LSV stieg zur Saison 1940/41 aus der damals drittklassigen 1. Kreisklasse in die zweitklassige Bezirksliga Niederschlesien auf, dort wurde man in die Abteilung 2 eingegliedert. In der ersten Saison dort landete die Mannschaft auf dem siebten Platz, konnte mit 50:51 Toren nach 17 Spielen aber ein fast ausgeglichenes Torverhältnis vorweisen. Durch den Zusammenschluss der Bezirksligen in die 1. Klasse Niederschlesien zur Saison 1941/42 wurde der Verein neu eingruppiert und landete diesmal in der Gruppe Görlitz. Dort landete der Verein dann auch am Ende der Saison direkt auf dem zweiten Platz mit sehr geringem Abstand auf den Erstplatzierten, der Reichsbahn SG Görlitz, welche sich nach dem Ende der Saison aber auch aus der Liga zurückzogen. Durch einen 3:2-Sieg n. V. über die KSG Lauban ebenfalls 1942, konnte sich der LSV erstmals für den Tschammerpokal qualifizieren, scheiterte dort aber in der 1. Schlussrunde mit 12:3 an der Breslauer SpVgg 02. Dies sollte einer der höchsten Niederlagen in dieser Tschammerpokal-Saison werden. In der Saison 1942/43 langte es dann aber nur für den dritten Platz. Da aber die 1. Klasse nach dieser Saison aufgelöst wurde, stieg man trotzdem erstmals in die erste Liga, die Gauliga Niederschlesien auf. In der Staffel Görlitz der Gruppe Görlitz/Liegnitz stand am Ende der ersten Erstliga-Saison wieder der dritte Platz für den Verein auf der Tabelle. In der Saison 1944/45 wurde der Spielbetrieb in der Gruppe des LSV gar nicht mehr aufgenommen. Spätestens am Ende des Zweiten Weltkriegs wurde der Verein dann auch aufgelöst.